# Lightner Witmer
Lightner Witmer (Filadélfia, 28 de junho de 1867 — 19 de julho de 1956) foi um psicólogo estadunidense. É creditado como introdutor do termo psicologia clínica. Witmer criou a primeira "clínica psicológica" na Universidade da Pensilvânia em 1896, incluindo a primeira revista científica de psicologia clínica e o primeiro hospital-universitário clínico em 1907.
Witmer contribuiu com várias vertentes da psicologia, incluindo psicologia escolar. Ele contribuiu também para o campo de educação e pedagogia para pessoas com necessidades especiais.
Pouco se sabe sobre a vida de Witmer. Ele é descrito como um introvertido e uma pessoa particular.

## Vida e Primeiros Anos
Witmer nasceu na Filadélfia em 28 de junho de 1867. Ele nasceu David L. Witmer Jr., mas aos 50 anos, mudou seu nome para Lightner. Witmer nasceu sob um pai e uma mãe católicos devotos: David Lightner, um farmacêutico de Germantown que se formou pela Philadelphia College, em 1862, e Katherine Huchel, sobre quem pouco se conhece. Ele foi o mais jovem de quatro filhos, seguido de Albert Ferree, Lilly Evelyn, e Paul DeLancey. Mais tarde em sua vida, Witmer tornou-se professor da Universidade da Pensilvânia. Feree obteve seu doutorado em fisiologia pela Universidade da Pensilvânia. Lilly Evelyn recebeu seu diploma médico em bacteriologia em Berlin, e Paul DeLancey obteve um doutorado em Farmácia. Ao fim de 1905, Witmer e seus irmãos todos tinham se tornado doutores em uma variedade de disciplinas
Witmer foi professor da Universidade da Pensilvânia, onde fundou em 1896 a primeira clínica psicológica. Ocupou-se com aconselhamento, terapia e reabilitação, sendo considerado como exemplo das mais tarde fundadas clínicas de acompanhamento infantil. Em 1897 fundou o periódico Psychological Clinic.

## Educação
Quando jovem, Witmer quis um futuro melhor e um mundo melhor após os problemas sociais que observara como resultado da Guerra Civil Americana. Em 1880, Witmer e seu irmão Ferree matricularam-se na escola secundária "Episcopal Academy of Philadelphia," uma das melhoras escolas americanos à época.
Witmer demonstrou inteligência e raciocínios na escola. Witmer e dois outros alunos tiveram que construir uma canoa, cada qual tendo tudo de que precisava para completar a tarefa. Seus dois colegas estava discutindo sobre quem construiria a canoa primeiro, mas foi Witmer quem disse, "quero construir por último, pois assim aprenderei com os erros dos outros e construirei a melhor canoa." Ele se formou com honras aos 17 anos.
Em 1884, Witmer matriculou-se na Universidade da Pensilvânia para estudar arte, mas depois de alguns anos, transferiu-se para o departamento de Finança e Economia, onde obteve do Bacharelado em 1888 aos 20 anos. Durante seu primeiro ano, ele foi escolhido como presidente de classe e recebeu uma reputação de aluno exceptional. Após um intervalo como professor, Witmer decidiu retornar à Universidade da Pensilvânia para se pós-bacharelado em ciências políticas.

## Carreira
Na Pensilvânia, Witmer conheceu o psicólogo experimental James McKeen Cattell, que o inspirou a estudar no nascente campo de psicologia. George Fullerton, professor da Universidade da Pensilvância, trouxe Catell ao professorado do Universidade. Nesta época, Cattell era conhecido como um dos psicólogos mais bem-treinados, tendo sido orientado pelo influente psicólogo Wilhelm Maximilian Wundt. Witmer aceitou a proposta de Fullerton de se tornar assistente de Cattell. Ele decidiu então deixar a Academia de Rubgy e tornou-se aluno novamente na Universidade da Pensilvânia.

## Primeira Clínica Psicológica
Witmer fundou a primeira Clínica Psicológica na Universidade da Pensilvânia em 1896, com o propósito de estudar crianças que tivesse problemas de aprendizagem ou de comportamento. Os principais usuários da clínica eram crianças de escolas públicas da Filadélfia e de áreas vizinhas, e que eram trazidas para a clínica por seus pais ou professores.
Witmer tratada problemas como dificuldades na fala, distúrbios do sono, problemas comportamentais, hiperatividade, e recusa em ir à escola. Toda criança recebia uma examinação mental e física completa, que sempre verificava sintomas fisiológicos.

Em 1907, Witmer fundou o periódico "A Clínica Psicológica." Em sua primeira edição, ele publicou o artigo "Psicologia Clínica", em que explicava sua definição da seguinte maneira:
Embora a psicologia clínica ligava claramente com a medicina, ela é tão ligada também à sociologia e à pedagogia... Uma abundância de material ao estudo científica ainda não é utilizado por que o interesse dos psicólogos está engajado em outros assuntos, e aqueles em contato constante com fenômenos reais não possuem o treinamento necessário para extrair da experiência e da observação valor científico... Emprestei o termo "clínico" da medicina por que é o termo que encontrei que indica o caráter do método que julgo necessário para este trabalho.

## Psicologia Clínica
Witmer delineou os quatro principais objetivos da nova disciplina de Psicologia Clínica. Primeira, focar na investigação do retardo mental e moral por métodos estatísticos e clínicos. Segundo, a psicologia clínica deve estabelecer mais clínicas psicológicas e hospitais especificamente para crianças com deficiências intelectuais ou defeitos físicos que impedissem o progresso acadêmico. Terceiro, A disciplina deveria focar na criação de oportunidades para aqueles de outras disciplinas, como ensino, medicina, assistência social, e observar e trabalhar com crianças normais e com deficiências mentais. Quarto, a disciplina deveria terinar mais psicólogos para que se tornassem experts com clientes mentalmente ou moralmente retardados. Em suma, a psicologia clínica, para ter valor, deveria ajudar a saúde mental e o bem-estar de pacientes.

## Obras
- The Association Value of Three-Place Consonant Syllables. Journal of Genetic Psychology 47 (1935): 337-360.
- Are We Educating the Rising Generation?” Education Review. 37 (1909): 456-467.
- Children with mental Defects Distinguished from Mentally Defective Children.” Psychological Clinic. 7 (1913): 173-181.
- Clinical Psychology.” Psychological Clinic. 1 (1907): 1-9.
- Courses in Psychology for Normal Schools. Education Review 13 (1897): 45-57, 146-162.
- The Exceptional Child and the Training of Teachers for Exceptional Children. School & Society. 2 (1915): 217-229.
- Experimental Psychology and the Psych-physical Laboratory. University Extension (1894): 230-238.
- Intelligence—A Definition.” Psychological Clinic. 14 (1922): 65-67.
- Performance and Success: An Outline of Psychology for Diagnostic Testing and Teaching. Psychological Clinic 12 (1919): 145-170.
- The Problem of Educability. Psychological Clinic 12 (1919): 174-178.
- The raining of Very Bright Children. Psychological Clinic 13 (1919): 88-96.
- What Is Intelligence, and Who Has It? Scientific Monthly 15 (1922): 57-67.